# Acridocarpus
Acridocarpus é um género botânico pertencente à família Malpighiaceae.

## Sinônimos
- Anomalopteris (DC.) G.Don
- Anomalopterys [(DC.) G.Don]
- Rhinopterys Nied.

## Espécies
| - Acridocarpus adenophorus - Acridocarpus alexandrinae - Acridocarpus alopecurus - Acridocarpus alternifolius - Acridocarpus angolensis - Acridocarpus argyrophyllus | - Acridocarpus austro-caledonicus - Acridocarpus ballyi - Acridocarpus brevipetiolatus - Acridocarpus camerunensis - Acridocarpus socotranus |

- Lista completa